# 1899
Theo lịch Gregory, năm 1899 (số La Mã: MDCCCXCIX) là năm bắt đầu từ ngày Chủ Nhật.

## Sự kiện

### Tháng 1
- 8 tháng 1: Thành lập câu lạc bộ SK Rapid Wien
- 17 tháng 1: Hoa Kỳ chiếm đảo Wake.

### Tháng 2
- 2 tháng 2: Nguyễn Phúc Bửu Lân lên ngôi vua niên hiệu Thành Thái

### Tháng 3
- 4 tháng 3: Benjamin Harrison nhậm chức tổng thống Hoa Kỳ

### Tháng 4
- 11 tháng 4: Hoa Kỳ đánh chiếm Philippines

### Tháng 6
- 12 tháng 6: Lốc xoáy ở Quận St. Croix, Wisconsin, Mỹ làm 117 người thiệt mạng.

### Tháng 7
- 20 tháng 7: Khang Hữu Vi thành lập hội bảo hoàng
- 24 tháng 7: Quân Bãi Sậy phục kích giết viên quản khố xanh tại làng Hoàng Vân

### Tháng 8
- 12 tháng 8: Thủ lĩnh quân Bãi Sậy là Đốc Tính hàng Pháp

### Tháng 10
- 12 tháng 10: Bùng nổ chiến tranh Bố Nhĩ tại Nam Phi

### Tháng 11
- 8 tháng 11: Hoa Kỳ thành lập bang Montana
- 11 tháng 11: Hoa Kỳ thành lập Bang Washington
- 15 tháng 11: Thành lập nước Cộng hòa Brasil
- 29 tháng 11: Thành lập câu lạc bộ F.C. Barcelona

### Tháng 12
- 16 tháng 12: Thành lập câu lạc bộ A.C. Milan

## Sinh
- 1 tháng 1: Jack Beresford, huy chương Thế Vận Hội (mất 1977)
- 4 tháng 1: Alfred Sohn-Rethel, nhà kinh tế học Đức (mất 1990)
- 6 tháng 1: Heinrich Nordhoff, doanh nhân Đức (mất 1968)
- 7 tháng 1: Francis Poulenc, nghệ sĩ dương cầm Pháp, nhà soạn nhạc (mất 1963)
- 8 tháng 1: Solomon West Ridgeway Dias Bandaranaike, nữ thủ tướng Sri Lanka (mất 1959)
- 10 tháng 1: Axel Eggebrecht, nhà báo Đức, nhà văn, tác giả kịch bản (mất 1991)
- 10 tháng 1: Lya de Putti, nữ diễn viên Hungary (mất 1931)
- 12 tháng 1: Paul Hermann Müller, nhà hóa học Thụy Sĩ (mất 1965)
- 13 tháng 1: Karl Friedrich Bonhoeffer, nhà hóa học Đức (mất 1957)
- 13 tháng 1: Kay Francis, nữ diễn viên Mỹ (mất 1968)
- 17 tháng 1: Nevil Shute, nhà văn Anh, phi công (mất 1960)
- 21 tháng 1: Alexander Tcherepnin, nhà soạn nhạc Nga (mất 1977)
- 25 tháng 1: Paul-Henri Spaak, chính trị gia Bỉ, chính khách (mất 1972)
- 27 tháng 1: Piet van Mever, nhà soạn nhạc Hà Lan (mất 1985)
- 29 tháng 1: Gerhard Moritz Graubner, kiến trúc sư Đức (mất 1970)
- 29 tháng 1: Hans Henn, chính trị gia Đức (mất 1958)
- 30 tháng 1: Max Theiler, nhà sinh vật học Mỹ (mất 1972)
- 2 tháng 2: Wolfgang Gröbner, nhà toán học Áo (mất 1980)
- 3 tháng 2: João Café Filho, tổng thống Brasil (mất 1970)
- 3 tháng 2: Lão Xá, nhà văn Trung Hoa (mất 1966)
- 15 tháng 2: George Auric, nhà soạn nhạc Pháp (mất 1983)
- 19 tháng 2: Lucio Fontana, họa sĩ Ý, nhà điêu khắc (mất 1968)
- 19 tháng 2: Werner Beumelburg, nhà báo Đức, nhà văn (mất 1963)
- 20 tháng 2: Emmy Meyer-Laule, nữ chính trị gia Đức (mất 1985)
- 21 tháng 2: Bernard William Griffin, tổng giám mục Westminster, Hồng y Giáo chủ (mất 1956)
- 23 tháng 2: Elisabeth Langgässer, nhà văn Đức (mất 1950)
- 23 tháng 2: Erich Kästner, nhà văn Đức, tác giả kịch bản (mất 1974)
- 23 tháng 2: Norman Taurog, đạo diễn phim Mỹ (mất 1981)
- 24 tháng 2: Helmut Kolle, họa sĩ Đức (mất 1931)
- 25 tháng 2: Henry Hensche, họa sĩ Mỹ (mất 1992)
- 26 tháng 2: Max Petitpierre, chính trị gia Thụy Sĩ (mất 1994)
- 27 tháng 2: Charles Best, nhà sinh lý học Mỹ, nhà hóa sinh (mất 1978)
- 3 tháng 3: Jacob Klein, triết gia, nhà toán học (mất 1978)
- 4 tháng 3: Blandine Ebinger, nữ diễn viên Đức (mất 1993)
- 6 tháng 3: Furry Lewis, nhạc sĩ blues Mỹ (mất 1981)
- 7 tháng 3: Werner Hochbaum, đạo diễn phim Đức (mất 1946)
- 8 tháng 3: Eric Linklater, nhà văn Scotland (mất 1974)
- 9 tháng 3: Giuseppe Antonio Ferretto, Hồng y Giáo chủ Ý (mất 1973)
- 10 tháng 3: Grete von Zieritz, nghệ sĩ dương cầm Áo, nhà soạn nhạc (mất 2001)
- 13 tháng 3: Radie Britain, nhà soạn nhạc Mỹ (mất 1994)
- 13 tháng 3: John H. van Vleck, nhà vật lý học Mỹ (mất 1980)
- 13 tháng 3: Pantscho Wladigerow, nhà soạn nhạc Bulgaria (mất 1978)
- 14 tháng 3: Ricardo Adolfo de la Guardia Arango, tổng thống Panama (mất 1969)
- 15 tháng 3: George Brent, diễn viên Mỹ (mất 1979)
- 16 tháng 3: Ok Formenoy, cầu thủ bóng đá Hà Lan (mất 1977)
- 19 tháng 3: Aksel Sandemose, nhà văn (mất 1965)
- 19 tháng 3: Jan Hendrik de Boer, nhà vật lý học Hà Lan, nhà hóa học (mất 1971)
- 23 tháng 3: Boris Alexandrowitsch Tschagin, triết gia Nga, nhà sử học (mất 1987)
- 23 tháng 3: Dora Gerson, nữ diễn viên Đức, nữ ca sĩ (mất 1943)
- 23 tháng 3: Louis Adamic, nhà báo Mỹ, nhà văn (mất 1951)
- 25 tháng 3: Jacques Audiberti, thi sĩ Pháp (mất 1965)
- 27 tháng 3: Carl Aage Hilbert, luật gia Đan Mạch (mất 1953)
- 27 tháng 3: Gloria Swanson, nữ diễn viên Mỹ (mất 1983)
- 31 tháng 3: Franz Völker, nam ca sĩ Đức (người hát giọng nam cao) (mất 1965)
- 6 tháng 4: Hans Wentorf, cầu thủ bóng đá Đức (mất 1970)
- 7 tháng 4: Jo Hanns Rösler, nhà văn Đức (mất 1966)
- 7 tháng 4: Robert Casadesus, nghệ sĩ dương cầm Pháp (mất 1972)
- 9 tháng 4: Raoul de Verneuil, nhà soạn nhạc Peru, người điều khiển dàn nhạc
- 12 tháng 4: Emil Gsell, giáo sư Thụy Sĩ (mất 1973)
- 13 tháng 4: Alfred Butts, kiến trúc sư Mỹ (mất 1993)
- 13 tháng 4: Alfred Schütz, nhà xã hội học Áo (mất 1959)
- 14 tháng 4: Josef Oesterle, chính trị gia Đức (mất 1959)
- 15 tháng 4: Curtis Bernhardt, đạo diễn phim (mất 1981)
- 16 tháng 4: Konstantin Vaginov, thi sĩ Nga (mất 1934)
- 19 tháng 4: Robert Lusser, kĩ sư Đức (mất 1969)
- 21 tháng 4: Rolland-Georges Gingras, nghệ sĩ đàn ống Canada, nhà phê bình âm nhạc, nhà soạn nhạc (mất 1964)
- 23 tháng 4: Vladimir Nabokov, nhà văn Mỹ (mất 1977)
- 30 tháng 4: Lucie Mannheim, nữ diễn viên (mất 1976)
- 1 tháng 5: Jón Leifs, nhà soạn nhạc (mất 1968)
- 1 tháng 5: Josef Lokvenc, người đánh cờ Áo (mất 1974)
- 2 tháng 5: Kurt Pohle, chính trị gia Đức (mất 1961)
- 8 tháng 5: Friedrich Hayek, nhà kinh tế học Áo, nhận Giải thưởng Nobel (mất 1992)
- 10 tháng 5: Ernst Rüdiger Starhemberg, chính trị gia Áo (mất 1956)
- 10 tháng 5: Fred Astaire, nghệ sĩ múa Mỹ, nam ca sĩ, diễn viên (mất 1987)
- 10 tháng 5: Karl Hartl, đạo diễn phim Áo (mất 1978)
- 14 tháng 5: Pierre Auger, nhà vật lý học Pháp (mất 1993)
- 20 tháng 5: Alexander Deyneka, họa sĩ Nga, nghệ sĩ tạo hình (mất 1969)
- 23 tháng 5: Erich Engels, đạo diễn phim Đức, tác giả kịch bản (mất 1971)
- 24 tháng 5: Henri Michaux, thi sĩ Pháp, họa sĩ (mất 1984)
- 24 tháng 5: Suzanne Lenglen, nữ vận động viên quần vợt Pháp (mất 1938)
- 30 tháng 5: Irving Thalberg, nhà sản xuất phim Mỹ (mất 1936)
- 1 tháng 6: Edward Charles Titchmarsh, nhà toán học Anh (mất 1963)
- 3 tháng 6: Georg von Bekesy, nhà vật lý học, sinh lý học (mất 1972)
- 7 tháng 6: Elizabeth Bowen, nhà văn Anh (mất 1973)
- 8 tháng 6: Ernst-Robert Grawitz, nhà y học Đức (mất 1945)
- 9 tháng 6: Robert Sidney Cahn, nhà hóa học Anh (mất 1981)
- 10 tháng 6: Raoul Salan, tướng Pháp (mất 1984)
- 12 tháng 6: Fritz Albert Lipmann, nhà hóa sinh Mỹ (mất 1986)
- 13 tháng 6: Carlos Chávez Ramírez, nhà soạn nhạc Mexico (mất 1978)
- 14 tháng 6: Kawabata Yasunari, nhà văn Nhật Bản, Giải thưởng Nobel về văn học (mất 1972)
- 14 tháng 6: Yasunari Kawabata, nhà văn Nhật Bản, Giải thưởng Nobel về văn học (mất 1972)
- 21 tháng 6: Pavel Haas, nhà soạn nhạc Séc (mất 1944)
- 22 tháng 6: Michal Kalecki, nhà kinh tế học Ba Lan (mất 1970)
- 24 tháng 6: Bruce Marshall, nhà văn Scotland (mất 1987)
- 25 tháng 6: Charlotte von Kirschbaum, nữ thần học Đức (mất 1975)
- 25 tháng 6: Hans Schwippert, kiến trúc sư Đức (mất 1973)
- 30 tháng 6: František Tomášek, tổng giám mục Praha, Hồng y Giáo chủ (mất 1992)
- 1 tháng 7: Charles Laughton, diễn viên Anh (mất 1962)
- 1 tháng 7: Konstantin Tsatsos, luật gia Hy Lạp, tác giả, chính trị gia (mất 1987)
- 3 tháng 7: Thomas Peter McKeefry, tổng giám mục Wellington, Hồng y Giáo chủ (mất 1973)
- 5 tháng 7: Benjamin Péret, thi sĩ Pháp, nhà văn (mất 1959)
- 6 tháng 7: Gustav Ucicky, đạo diễn phim Đức (mất 1961)
- 7 tháng 7: George Cukor, đạo diễn phim Mỹ (mất 1983)
- 14 tháng 7: Gregory Breit, nhà vật lý học Mỹ (mất 1981)
- 15 tháng 7: Hugo Decker, chính trị gia Đức (mất 1985)
- 17 tháng 7: James Cagney, diễn viên Mỹ (mất 1986)
- 21 tháng 7: Ernest Hemingway, nhà văn Mỹ (mất 1961)
- 23 tháng 7: Gustav Heinemann, chính trị gia Đức, tổng thống Cộng hòa Liên bang Đức (mất 1976)
- 26 tháng 7: Eduard Wandrey, diễn viên Đức (mất 1974)
- 27 tháng 7: Harl McDonald, nhà soạn nhạc Mỹ (mất 1955)
- 30 tháng 7: Gerald Moore, nghệ sĩ dương cầm Anh (mất 1987)
- 2 tháng 8: Paul Eugen Sieg, nhà vật lý học Đức, nhà văn (mất 1950)
- 5 tháng 8: Mart Stam, kiến trúc sư Hà Lan, nhà thiết kế (mất 1986)
- 9 tháng 8: P. L. Travers, nhà văn nữ Úc (Mary Poppins) (mất 1996)
- 11 tháng 8: Jindřich Štyrský, họa sĩ Séc, nhiếp ảnh gia, nghệ sĩ tạo hình, thi sĩ (mất 1942)
- 12 tháng 8: Thea Rasche, nữ nhà báo Đức (mất 1971)
- 13 tháng 8: Alfred Hitchcock, đạo diễn phim Anh, nhà sản xuất (mất 1980)
- 14 tháng 8: Margarete Gröwel, nữ chính trị gia Đức (mất 1979)
- 23 tháng 8: Albert Claude, nhà y học Bỉ, Giải thưởng Nobel (mất 1983)
- 24 tháng 8: Herbert Quaine, nhà văn (mất 1941)
- 24 tháng 8: Jorge Luis Borges, nhà văn Argentina (mất 1986)
- 25 tháng 8: Guy Butler, vận động viên điền kinh Anh, huy chương Thế Vận Hội (mất 1981)
- 26 tháng 8: Rufino Tamayo, họa sĩ Mexico (mất 1991)
- 26 tháng 8: Wolfgang Krull, nhà toán học Đức (mất 1971)
- 27 tháng 8: Cecil Scott Forester, nhà văn Anh, nhà báo (mất 1966)
- 27 tháng 8: Eduardo Torroja y Miret, kĩ sư xây dựng Tây Ban Nha, kiến trúc sư (mất 1961)
- 3 tháng 9: Frank MacFarlane Burnet, nhà y học Úc (mất 1985)
- 11 tháng 9: Jimmie Davis, ca sĩ nhạc country Mỹ, thống đốc Louisiana (mất 2000)
- 16 tháng 9: Hans Swarowsky, người điều khiển dàn nhạc Áo, giáo sư (mất 1975)
- 20 tháng 9: Leo Strauss, triết gia (mất 1973)
- 21 tháng 9: Juliusz Schauder, nhà toán học Ba Lan (mất 1943)
- 22 tháng 9: Veit Harlan, diễn viên Đức, đạo diễn phim (mất 1964)
- 24 tháng 9: Jovan Bandur, nhà soạn nhạc Croatia (mất 1956)
- 28 tháng 9: Achille Campanile, nhà báo Ý (mất 1977)
- 29 tháng 9: László József Bíró, nhà phát minh Hungary (mất 1985)
- 29 tháng 9: Robert Gilbert, nhà soạn nhạc Đức, nam ca sĩ, diễn viên (mất 1978)
- 1 tháng 10: Joseph Guillemot, vận động viên điền kinh Pháp, huy chương Thế Vận Hội (mất 1975)
- 3 tháng 10: Louis Hjelmslev, nhà ngôn ngữ học Đan Mạch (mất 1965)
- 4 tháng 10: Franz Jonas, tổng thống liên bang Áo (mất 1974)
- 10 tháng 10: Wilhelm Röpke, nhà kinh tế quốc gia Đức (mất 1966)
- 19 tháng 10: Miguel Ángel Asturias, nhà văn, nhà ngoại giao, Giải thưởng Nobel (mất 1974)
- 24 tháng 10: Ferhat Abbas, chính trị gia Algérie (mất 1985)
- 3 tháng 11: Rezső Seress, nhà soạn nhạc Hungary (mất 1968)
- 4 tháng 11: Jóhannes úr Kötlum, nhà văn Iceland (mất 1972)
- 4 tháng 11: Nicolas Frantz, tay đua xe đạp Luxembourg (mất 1985)
- 4 tháng 11: Paul Nicolas, cầu thủ bóng đá Pháp (mất 1959)
- 17 tháng 11: Roger Vitrac, nhà soạn kịch Pháp (mất 1952)
- 22 tháng 11: Hoagy Carmichael, nhà soạn nhạc Mỹ, nghệ sĩ dương cầm, diễn viên, nam ca sĩ (mất 1981)
- 30 tháng 11: Hans Krása, nhà soạn nhạc (mất 1944)
- 2 tháng 12: John Barbirolli, người điều khiển dàn nhạc Anh (mất 1970)
- 4 tháng 12: Friedo Lampe, nhà văn Đức (mất 1945)
- 15 tháng 12: Harold Abrahams, vận động viên điền kinh Anh (mất 1978)
- 16 tháng 12: Aleksander Zawadzki, chính trị gia Cộng sản Ba Lan (mất 1964)
- 16 tháng 12: Noel Coward, diễn viên Anh, nhà văn, nhà soạn nhạc (mất 1973)
- 18 tháng 12: Walther Hans Reinboth, họa sĩ Đức, thi sĩ (mất 1990)
- 21 tháng 12: Juliana von Stockhausen, nhà văn Đức (mất 1998)
- 23 tháng 12: Elisabeth Schnack, nhà văn Thụy Sĩ (mất 1992)
- 25 tháng 12: Humphrey Bogart, diễn viên Mỹ (mất 1957)
- 28 tháng 12: Eugeniusz Bodo, diễn viên Ba Lan, đạo diễn phim (mất 1943)
- 30 tháng 12: Helge Ingstad, nhà khảo cổ học Na Uy, nhà văn (mất 2001)
- 31 tháng 12: Silvestre Revueltas, nhà soạn nhạc Mexico (mất 1940)

## Mất
- 15 tháng 1: Serafino Dubois, kiện tướng cờ vua Ý (sinh 1817)
- 29 tháng 1: Alfred Sisley, họa sĩ Pháp (sinh 1839)
- 6 tháng 2: Leo von Caprivi, nhà quân sự Đức, chính khách (sinh 1831)
- 16 tháng 2: Félix Faure, tổng thống Pháp (sinh 1841)
- 18 tháng 2: Sophus Lie, nhà toán học Na Uy (sinh 1842)
- 24 tháng 2: Emil Welti, chính trị gia Thụy Sĩ (sinh 1825)
- 12 tháng 3: Julius Vogel, thủ tướng New Zealand (sinh 1835)
- 18 tháng 3: Othniel Charles Marsh, nhà cổ sinh vật học Mỹ (sinh 1831)
- 3 tháng 4: Adolf Guyer-Zeller, doanh nhân Thụy Sĩ (sinh 1839)
- 17 tháng 4: Jan Balatka, nhà soạn nhạc Mỹ (sinh 1825)
- 20 tháng 4: Charles Friedel, nhà hóa học Pháp (sinh 1832)
- 21 tháng 4: Leopold Hoesch, doanh nhân Đức (sinh 1820)
- 21 tháng 4: Heinrich Kiepert, nhà địa lý Đức (sinh 1818)
- 1 tháng 5: Ludwig Büchner, nhà y học Đức, nhà khoa học gia tự nhiên (sinh 1824)
- 6 tháng 5: Philipp Krementz, nhà thần học Đức, Hồng y Giáo chủ, tổng giám mục Köln (sinh 1819)
- 25 tháng 5: Rosa Bonheur, nữ họa sĩ Pháp (sinh 1822)
- 25 tháng 6: Franziskus von Paula Schönborn, Hồng y Giáo chủ, tổng giám mục Praha (sinh 1844)
- 18 tháng 7: Horatio Alger, tác giả Mỹ (sinh 1832)
- 19 tháng 7: Heinrich von Achenbach, chính trị gia Đức, luật gia (sinh 1829)
- 22 tháng 7: Siegfried Saloman, nhà soạn nhạc Đan Mạch (sinh 1810)
- 25 tháng 7: Niklaus Riggenbach, kĩ sư Thụy Sĩ, nhà phát minh (sinh 1817)
- 28 tháng 7: Antonio Guzmán Blanco, tướng, tổng thống Venezuela (sinh 1829)
- 16 tháng 8: Robert Bunsen, nhà hóa học Đức (sinh 1811)
- 28 tháng 9: Giovanni Segantini, họa sĩ Ý (sinh 1858)
- 8 tháng 10: Julius Mařák, họa sĩ (sinh 1832)
- 10 tháng 10: Albert Böhler, nhà tư bản công nghiệp Áo (sinh 1845)
- 12 tháng 10: Oscar Baumann, triết gia, nhà dân tộc học, nhà địa lý Áo (sinh 1864)
- 27 tháng 10: Florence Marryat, nhà văn Anh (sinh 1837)
- 2 tháng 11: Paul Leopold Haffner, nhà thần học Đức (sinh 1829)
- 27 tháng 11: Constant Fornerod, chính trị gia Thụy Sĩ (sinh 1819)
- 27 tháng 11: Guido Gezelle, thi sĩ (sinh 1830)
- 4 tháng 12: Leopold Ullstein, nhà xuất bản Đức (sinh 1826)
- 5 tháng 12: August Rauschenbusch, nhà thần học Đức (sinh 1816)
- 15 tháng 12: Numa Droz, chính trị gia Thụy Sĩ (sinh 1844)
- 21 tháng 12: Charles Lamoureux, người điều khiển dàn nhạc Pháp (sinh 1834)
- 30 tháng 12: James Paget, bác sĩ phẫu thuật Anh (sinh 1814)
- 17 tháng 12 – Nguyễn Phúc Đoan Trinh, phong hiệu Phú Mỹ Công chúa, công chúa con vua Minh Mạng (s. 1821).